# Stanislav Boklan
Stanislav Volodîmîrovici Boklan (în ucraineană Станісла́в Володи́мирович Бокла́н ; Brusîliv, regiunea Jitomîr, 12 ianuarie 1960) este un actor de teatru și film ucrainean, câștigând o mare popularitate datorită rolului primului-ministru al Ucrainei, Iuri Ciuiko, în serialul de televiziune În slujba poporului . El a fost distins cu titlul de Artist al Poporului din Ucraina în 2016.

## Biografie
S-a născut pe 12 ianuarie 1960 în Bruslîv, regiunea Jitomîr, fiul lui Volodîmîr Boklan și al Olenei Ivanovna Boklan. În 1964, părinții lui s-au mutat împreună cu fratele său mai mic Mîkola la Kiev . Stanislav a rămas cu bunica sa, unde a urmat școala primară. Apoi a urmat liceul în Sviatoșîn, la vest de Kiev.
În 1984, a absolvit Universitatea Națională de Teatru, Film și TV Ivan Karpenko-Karî . Ulterior, a lucrat la Teatrul Dramatic Regional Donețk timp de zece ani. În 1994, s-a mutat la Teatrul Academic pentru Tineret din Kiev.
Este căsătorit cu actrița Natalia Klenina. Cuplul are doi copii.

## Premii
- Artist onorat al Ucrainei (2006).[4]
- Premiul pentru cel mai bun actor la Festivalul Internațional de Film de la Odesa (2014).[4]
- Artistul Poporului din Ucraina (2016).[2]